# Адамс (округ, Индиана)
А́дамс (англ. Adams County) — округ в штате Индиана, США. Официально образован 1-го марта 1836 года.  Получил своё название в честь шестого президента США Джонa Куинси Адамсa. По состоянию на 2010 год, численность населения составляла 34 387 человек.

## География
По данным Бюро переписи США, общая площадь округа равняется 880,523 км2, из которых 878,089 км2 суша и 2,435 км2 или 0,280 % это водоемы.

## Население
По данным переписи населения 2000 года в округе проживает 33 625 жителей в составе 11 818 домашних хозяйств и 8 662 семей. Плотность населения составляет 38,00 человек на км2. На территории округа насчитывается 12 404 жилых строений, при плотности застройки около 14-ти строений на км2. Расовый состав населения: белые — 97,31 %, афроамериканцы — 0,14 %, коренные американцы (индейцы) — 0,17 %, азиаты — 0,20 %, гавайцы — 0,03 %, представители других рас — 1,47 %, представители двух или более рас — 0,68 %. Испаноязычные составляли 3,32 % населения независимо от расы.
В составе 37,50 % из общего числа домашних хозяйств проживают дети в возрасте до 18 лет, 61,70 % домашних хозяйств представляют собой супружеские пары проживающие вместе, 8,30 % домашних хозяйств представляют собой одиноких женщин без супруга, 26,70 % домашних хозяйств не имеют отношения к семьям, 24,00 % домашних хозяйств состоят из одного человека, 11,60 % домашних хозяйств состоят из престарелых (65 лет и старше), проживающих в одиночестве. Средний размер домашнего хозяйства составляет 2,81 человека, и средний размер семьи 3,37 человека.
Возрастной состав округа: 31,10 % моложе 18 лет, 9,10 % от 18 до 24, 26,30 % от 25 до 44, 20,10 % от 45 до 64 и 20,10 % от 65 и старше. Средний возраст жителя округа 33 лет. На каждые 100 женщин приходится 97,70 мужчин. На каждые 100 женщин старше 18 лет приходится 93,80 мужчин.
Средний доход на домохозяйство в округе составлял 40 625 USD, на семью — 46 749 USD. Среднестатистический заработок мужчины был 32 332 USD против 23 119 USD для женщины. Доход на душу населения составлял 16 704 USD. Около 6,10 % семей и 9,10 % общего населения находились ниже черты бедности, в том числе — 13,90 % молодежи (тех, кому ещё не исполнилось 18 лет) и 8,60 % тех, кому было уже больше 65 лет.